# Negative Megalomania
Negative Megalomania è il quarto full-length album della band piacentina Forgotten Tomb, uscito il 24 gennaio 2007, con l'etichetta discografica italiana Avantgarde Music.

## Il Disco
L'album, come i precedenti, presenta poche tracce ma di lunga durata. Come affermato dal cantante della band in un'intervista Negative Megalomania è un album intermezzo, ossia, un album che racchiude tutti i caratteri tipici dei Forgotten Tomb, ma con elementi del tutto nuovi."

## Tematiche
Come altri lavori dei Forgotten Tomb le tematiche delle canzoni sono concentrate su depressione, autolesionismo, solitudine, violenza, rabbia, vuoti esistenziali.

## Tracce
1. A Dish Best Served Cold – 7:49
2. No Rehab (Final Exit) – 11:47
3. Negative Megalomania – 11:40
4. Scapegoat – 11:39
5. Blood and Concrete – 14:06